# Peak (игра)
PEAK — кооперативная игра в жанре экшн-приключения с элементами выживания, разработанная студиями Aggro Crab и Landfall. Игра была выпущена 16 июня 2025 года для Windows. Игра быстро привлекла внимание аудитории: в первую неделю после выхода PEAK стала одной из самых популярных игр на Twitch и продалась тиражом более миллиона копий.

## Игровой процесс
Игра предлагает совместное восхождение на генерируемую гору после крушения на таинственном острове. До четырёх игроков управляют скаутами-альпинистами, которые пытаются достичь вершины, преодолевая разнообразные биомы, включая прибрежные скалы, тропики, ледяные альпы и лавовую кальдеру. Карта обновляется каждые 24 часа, гарантируя уникальные маршруты при каждом новом запуске.
PEAK построена вокруг системы выносливости, которая расходуется на все действия: бег, прыжки, карабканье, сопротивление холоду и даже переваривание пищи. Основные ресурсы — еда, вода, медикаменты, верёвки, гарпуны и питоны — находятся в разбросанных по уровню чемоданах.
Механики взаимодействия включают подсадки, совместное использование снаряжения и помощь упавшим игрокам. После гибели участник становится призраком, способным помогать оставшимся в команде до следующей точки возрождения. В одиночном режиме игрока может преследовать особый враг — Лесничий, что делает прохождение существенно более сложным.

## Разработка
Игра началась как экспериментальный проект в рамках гейм-джема, проведённого в феврале 2025 года в Сеуле. Студии Aggro Crab и Landfall временно объединились под названием «Landcrab», чтобы создать небольшой совместный проект с упором на кооперативное взаимодействие. Изначально концепт предполагал игру с элементами выживания в открытом мире, но на раннем этапе Landfall предложили сфокусироваться на альпинистском кооперативном опыте, что и стало основой финального проекта. По словам разработчиков, работа над PEAK стала «перезагрузкой» после длительного цикла разработки других проектов, таких как Another Crab’s Treasure и Content Warning.

## Релиз и продажи
PEAK вышла 16 июня 2025 года и в первые сутки продалась тиражом более 100 000 копий. Спустя шесть дней было продано свыше одного миллиона экземпляров, а за девять дней — два миллиона. Игра заняла высокие позиции в чартах Steam и стала популярной на стриминговой платформе Twitch благодаря кооперативной направленности и моментам, вызывающим живые эмоции у игроков и зрителей.

## Критика и отзывы
PEAK получила преимущественно положительные отзывы от игроков и критиков. На сайте Metacritic средняя оценка игры составила 81/100. Издание PC Gamer оценило игру в 86 баллов из 100, отметив удачный геймдизайн и весёлую механику взаимодействия.
В обзорах отмечаются атмосферность, органичная реализация голосового чата с позиционированием звука, напряжённые элементы выживания и высокая реиграбельность. Вместе с тем критике подвергаются технические неполадки, нестабильная генерация уровней, недоработанный одиночный режим и проблемы с сетевым соединением.